# Anomala salticola
Anomala salticola är en skalbaggsart som beskrevs av Ohaus 1897. Anomala salticola ingår i släktet Anomala och familjen Rutelidae. Inga underarter finns listade i Catalogue of Life.